# Hylaeus noomen
Hylaeus noomen är en biart som beskrevs av Hirashima 1977. Hylaeus noomen ingår i släktet citronbin, och familjen korttungebin. Inga underarter finns listade i Catalogue of Life.